# Nationalpark El Feija

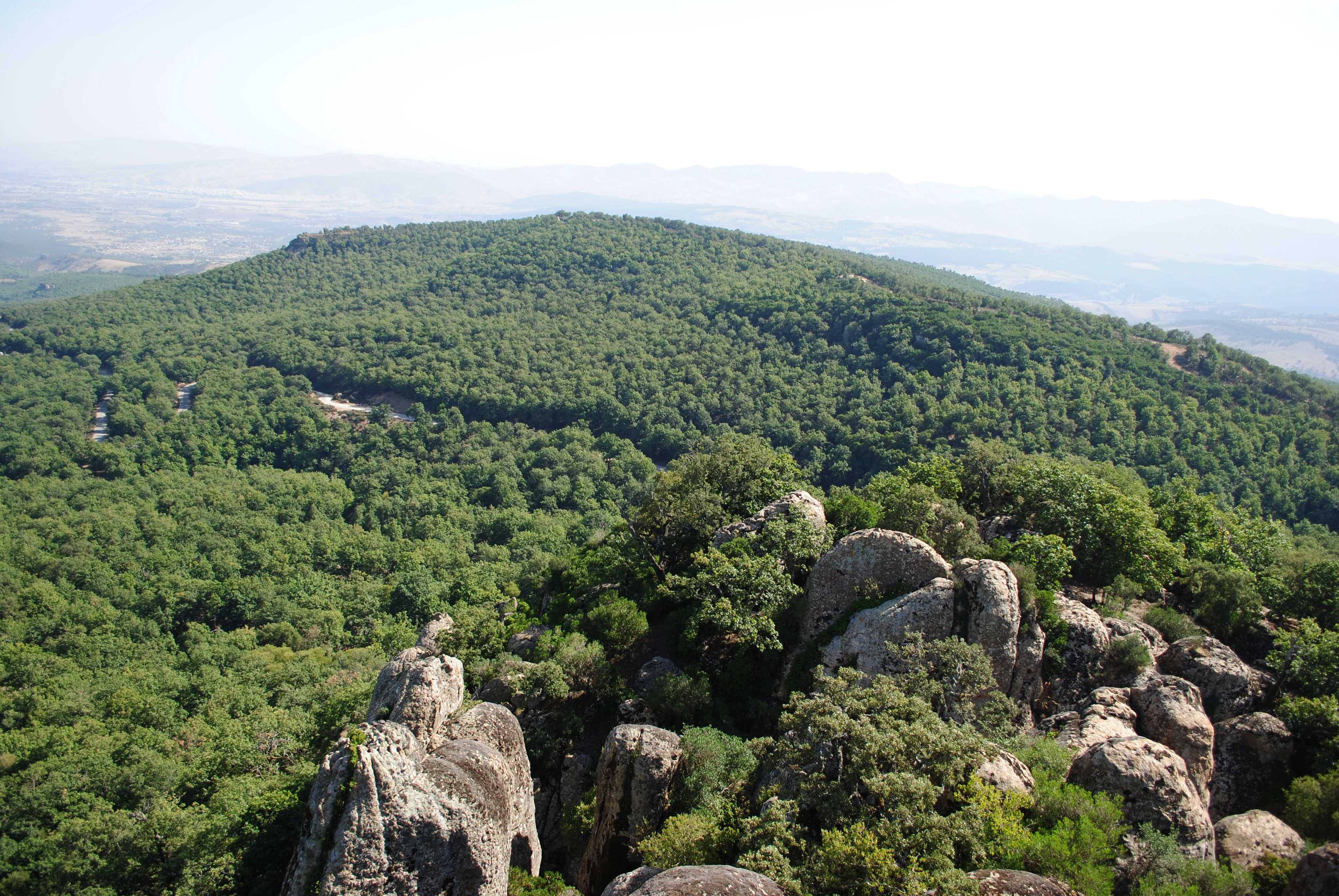
Luftaufnahme des Parks (Januar 2012)

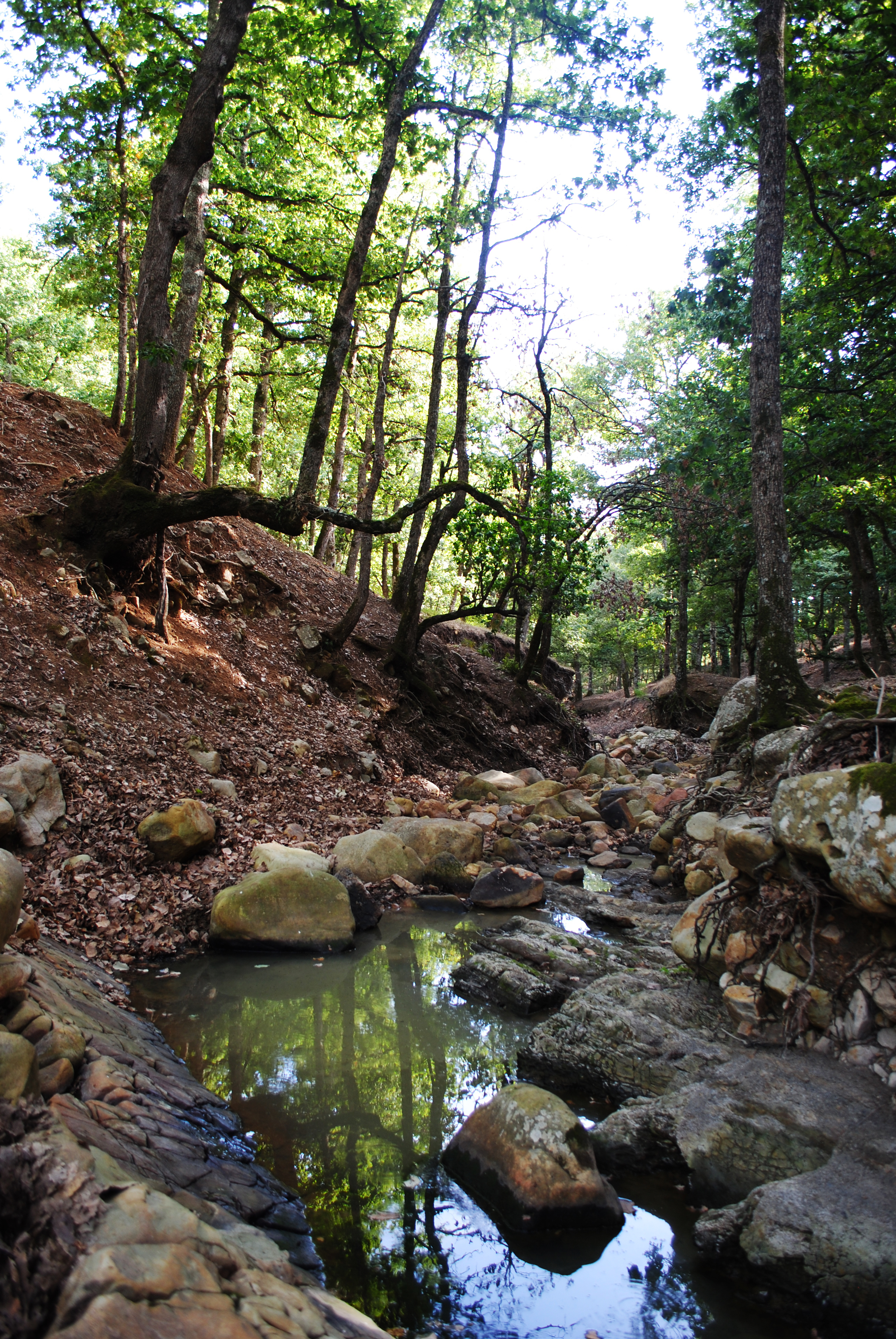
Der Nationalpark El Feija

Der 1990 gegründete Nationalpark El Feija (arabisch المحمية الوطنية بالفايجة, französisch parc national d'El Feija) liegt im Nordwesten von Tunesien, 17 Kilometer westlich der Stadt Ghardimaou, 49 Kilometer westlich der Provinzhauptstadt Jendouba und 195 Kilometer westlich der Hauptstadt Tunis.
Der auf einer Höhenlage zwischen 550 und 1150 Metern gelegene Nationalpark repräsentiert die natürliche Landschaft der Kroumirie, der humidesten Region von Tunesien mit einem mittleren Jahresniederschlag zwischen 1200 und 2000 mm. Eingebettet in das 2637 Hektar umfassende Gelände ist ein 417 Hektar großes Wildgehege zum Schutz des Berberhirsches (Cervus elaphus barbarus), der einzigen endemischen Hirschart Afrikas. Das eingezäunte Areal wurde bereits 1966 zum Schutz der zu dieser Zeit auf wenige hundert Exemplare geschrumpften und unmittelbar vom Aussterben bedrohten Art eingerichtet.
Der Nationalpark ist zu rund 90 Prozent von Wald bedeckt. Zu den vorherrschenden Baumarten gehören die Zenneiche (Quercus faginea) und die Korkeiche (Quercus suber). Unter deren Schutz wachsen rund 700, teils endemische und bedrohte Pflanzenarten. Dazu zählt auch eine große Vielfalt von Medizin- und Aromapflanzen.
Auch die Fauna des Nationalparks ist artenreich. Mit dem Berberhirsch (Cervus elaphus barbarus) umfasst diese 25 Säugetierarten, darunter der Goldschakal (Canis aureus), der Rotfuchs (Vulpes vulpes), das Stachelschwein (Hystrix cristata) und die Afrikanische Wildkatze (Felis libyca). Dazu kommen 25 Reptilienarten und 70 Vogelarten.
Vor allem aufgrund seiner außergewöhnlichen biologischen Vielfalt befindet sich der Nationalpark El Feija seit 2008 auf der Tentativliste zur Anerkennung als UNESCO-Weltnaturerbe.

## Geschichte
Die ältesten menschlichen Spuren reichen etwa 10.000 Jahre zurück, wovon Funde von Obsidian und Silex zeugen. Aus dem Neolithikum dürften Felsmalereien und -ritzungen am 64 m hohen Rocher de Kef Negcha stammen, von wo ein weiter Ausblick auf das Medjerda-Tal besteht.
Auch weisen Ruinen der Numider, wie Festungen und Handelsstationen, auf eine Erschließung hin.
In den Wäldern finden sich zudem Befestigungen und Überreste von Lagern aus dem Algerienkrieg, die aus den Jahren 1960 bis 1962 stammen, darunter das Lager des Houari Boumedienne.